# چارلز مک‌ایور
چارلز مک‌ایور (انگلیسی: Charles MacIver; ۲۸ نوامبر ۱۸۶۶ – ۲۱ دسامبر ۱۹۳۵) قایقران اهل بریتانیا بود.